# Amelora synclera
Amelora synclera är en fjärilsart som beskrevs av Turner 1919. Amelora synclera ingår i släktet Amelora och familjen mätare. Inga underarter finns listade i Catalogue of Life.